# Michael J. Harney
Pour les articles homonymes, voir Harney.
Michael J. Harney, né le 27 mars 1956 à New York, est un acteur américain.
Il a joué dans de nombreuses séries télévisées telles que New York Police Blues, Deadwood, Weeds ou encore Orange Is the New Black.

## Biographie

### Vie privée
Harney a un fils.

## Filmographie

### Cinéma
- 1993 : Italian Movie : Mike
- 1997 : Turbulences à 30 000 pieds : Marshall Marty Douglas
- 1999 : Sonic Impact (en) : Capitaine Mark Travis
- 2000 : Erin Brockovich, seule contre tous de Steven Soderbergh : Pete Jensen
- 2003 : Les Maîtres du jeu : Micky Swift
- 2007 : Captivity de Roland Joffé : Det. Bettiger
- 2007 : Ocean's Thirteen de Steven Soderbergh : Blackjack Pit Boss
- 2008 : The Onion Movie : Line-Up Detective (en tant que Michael J. Harney)
- 2015 : Bad Hurt (en) : Ed Kendall
- 2016 : Soy Nero de Rafi Pitts : Seymour
- 2018 : A Star Is Born
- 2018 : Les Veuves (Widows) de Steve McQueen : sergent Fuller
- 2019 : The Banker de George Nolfi
- 2025 : One Spoon of Chocolate de RZA

### Courts-métrages
- 2010 : Salvation Road

### Télévision

#### Séries télévisées
- 1992-1997 : New York, police judiciaire : Lt. Stu Miller / Aaron Packard / Detective Gullikson
- 1993-1999 : New York Police Blues : Mike Roberts / Det. Mike Roberts
- 1994 : La Loi de Los Angeles : Mr. Justin
- 1994 : The Cosby Mysteries (en) : Officer Mike Principe
- 1995 : Au-dessus de tout soupçon : Det. John Raines
- 1995 : New York News (en)
- 1995 : Space 2063 : Questioner
- 1995 : The Great Defender : Clark
- 1996 : Burning Zone : Menace imminente : Mr. Davis
- 1996 : Viper
- 1997 : Diagnostic : Meurtre : Kurt Vaughn
- 1997 : Le Caméléon : U.S. Marshal Bob Garrison
- 1997 : Le Visiteur : Warden Burke
- 1997 : NightMan : Mr. Krueger
- 1997 : The Practice : Bobby Donnell & associés : A.D.A. Walt Frazier
- 1997 : Total Security : Charlie Kiplinger
- 1998 : Chicago Hope : La Vie à tout prix : Chuck Lutsky
- 1998 : Le Damné : Det. Charlie Hirrsh
- 1998 : Les Anges du bonheur : Carl
- 1998 : Pensacola : FBI Agent #1
- 1998 : Star Trek: Deep Space Nine : Chadwick
- 1998 : Ultime recours : Officer Carl Witherspoon
- 1999 : Sept jours pour agir : Pierce Nolland
- 1999 : Urgences : Mr. Stehly
- 2000 : Buffy contre les vampires : Xander's Father
- 2000 : Bull : Frank Durski
- 2000 : La Vie avant tout : Edward Duke
- 2000 : Profiler : Mike Caldare
- 2000 : Walker, Texas Ranger : Bart Slocum
- 2001 : Boston Public : Mr. Pierce
- 2001 : Invisible Man : Malachi Royce
- 2001 : Le Fugitif : Detective DeVries
- 2001 : Nash Bridges : Jerry Stevens
- 2002 : JAG : Barman
- 2002 : Preuve à l'appui : John Morrissey
- 2003 : Division d'élite : Bob Willets
- 2003 : Tremors : Gene Fallon
- 2004 : Cold Case : Affaires classées : Charlie Rinzler (2004)
- 2005 : FBI : Portés disparus : Detective Roberts
- 2005-2006 : Deadwood : Steve
- 2006 : Vanished : Robert Rubia / Roberta Rubia
- 2007 : Dossier Smith : Stu Binder
- 2007 : K-Ville : Burt Reynolds
- 2007 : Life : John Garrity
- 2007 : Retour à Lincoln Heights : SWAT Commander
- 2007 : The Unit : Commando d'élite : Crew Chief
- 2008 : Esprits criminels : Pat Mannan
- 2008 : Raising the Bar : Justice à Manhattan : Detective Robert Dougherty
- 2008 : Saving Grace : Jerry Carver
- 2009 : Lie to Me : Elliot Greene
- 2009 : Numb3rs : U.S. Marshal
- 2010 : NCIS : Los Angeles : LAPD Detective Frank Scarli
- 2010 : Persons Unknown : Sam Edick
- 2010-2011 : The Defenders : Sergeant Smith / Detective Hank Smith
- 2011-2012 : Weeds : Det. Mitch Ouellette
- 2012-2013 : Vegas : Leo Farwood
- 2013 : Hollywood Today
- 2013-2019 : Orange Is the New Black : Sam Healy (67 épisodes)
- 2014 : True Detective : Steve Geraci
- 2015 : Suits : Avocats sur mesure : Joe Henderson
- 2016 : Chicago Med : Dr. Ron Unger
- 2016 : Space Command : Anson Kemmer
- 2017 : Kevin (Probably) Saves the World : Karl Gilmore
- 2017 : L'Arme fatale : Mike Ramos
- 2018 : Unsolved: The Murders of Tupac and the Notorious B.I.G. : Lieutenant Paul Larson
- 2019 : Projet Blue Book

#### Téléfilms
- 1996 : Disparue dans la nuit (en) : Richard Daley Jr.
- 1997 : NightMan : Mr. Krueger
- 1999 : Millennium Man : Lt. Col. Brody
- 1999 : The '60s : Tom Gryzbowski
- 2001 : Warden of Red Rock : Henry Masters
- 2013 : hIMPERFECT : Pop